# Llista de fonts i mines de Barberà del Vallès
Aquesta llista de fonts i mines de Barberà del Vallès és un recull incomplet de les fonts naturals i mines que es troben actualment al terme municipal de Barberà del Vallès (el Vallès Occidental):
- Font del Molí d'en Gall
- Font de l'Escorrim
- Font de Can Llobateres[2]
- Font de Can Valls
- Font de Can Gili